# هارولد واکر
دریابد سِر هارولد توماس کولتارد واکر (انگلیسی: Harold Walker) کی سی بی (زادهٔ ۱۸ مارس ۱۸۹۱- فوت ۲۵ دسامبر ۱۹۷۵) افسر نیروی دریایی پادشاهی بریتانیا بود که ناوگروه سوم نبرد را فرماندهی می‌کرد.

## حرفه نیروی دریایی
واکر در سال ۱۹۰۸ به عنوان یک ناوآموز به نیروی دریایی پادشاهی بریتانیا پیوست. او در جنگ جهانی اول خدمت کرد و تحرکات حمله زیبروگ را در سال ۱۹۱۸، مشاهده کرد.